# Kommende Burmönken

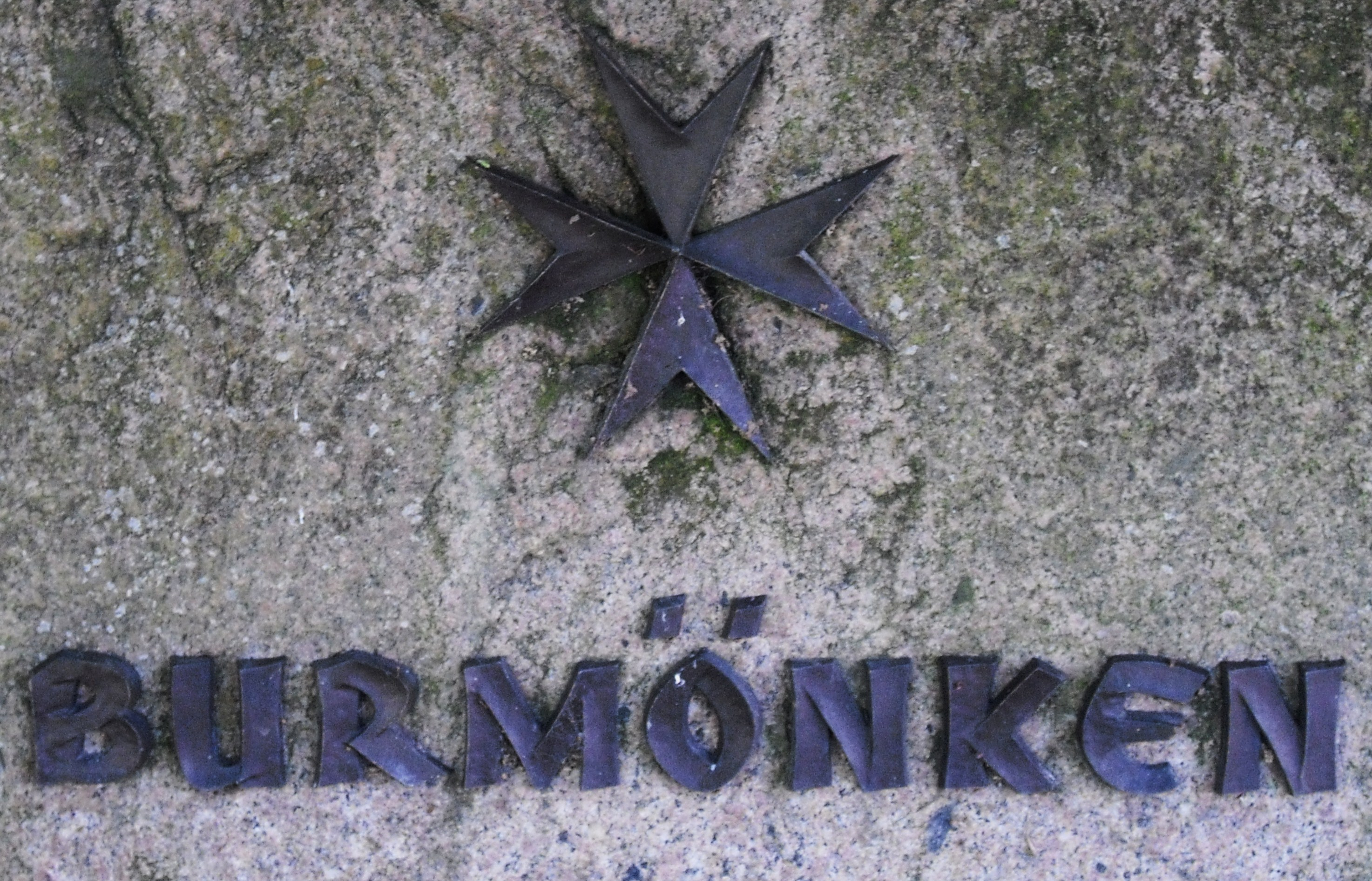
Gedenkstein zur Erinnerung an das ehemalige Kloster mit Johanniterkreuz

Die Kommende Burmönken (auch als Kloster Burmönken bezeichnet) war ein Ordenshaus des Johanniterordens. Es lag zwischen Leerhafe und Asel auf dem Gebiet der Kreisstadt Wittmund. Der Name der Ortschaft Burmönken (Bedeutung: Bauerschaft bei den Mönchen), auf deren Gebiet sich das Kloster befand, erinnert noch heute an seine Existenz.

## Geschichte

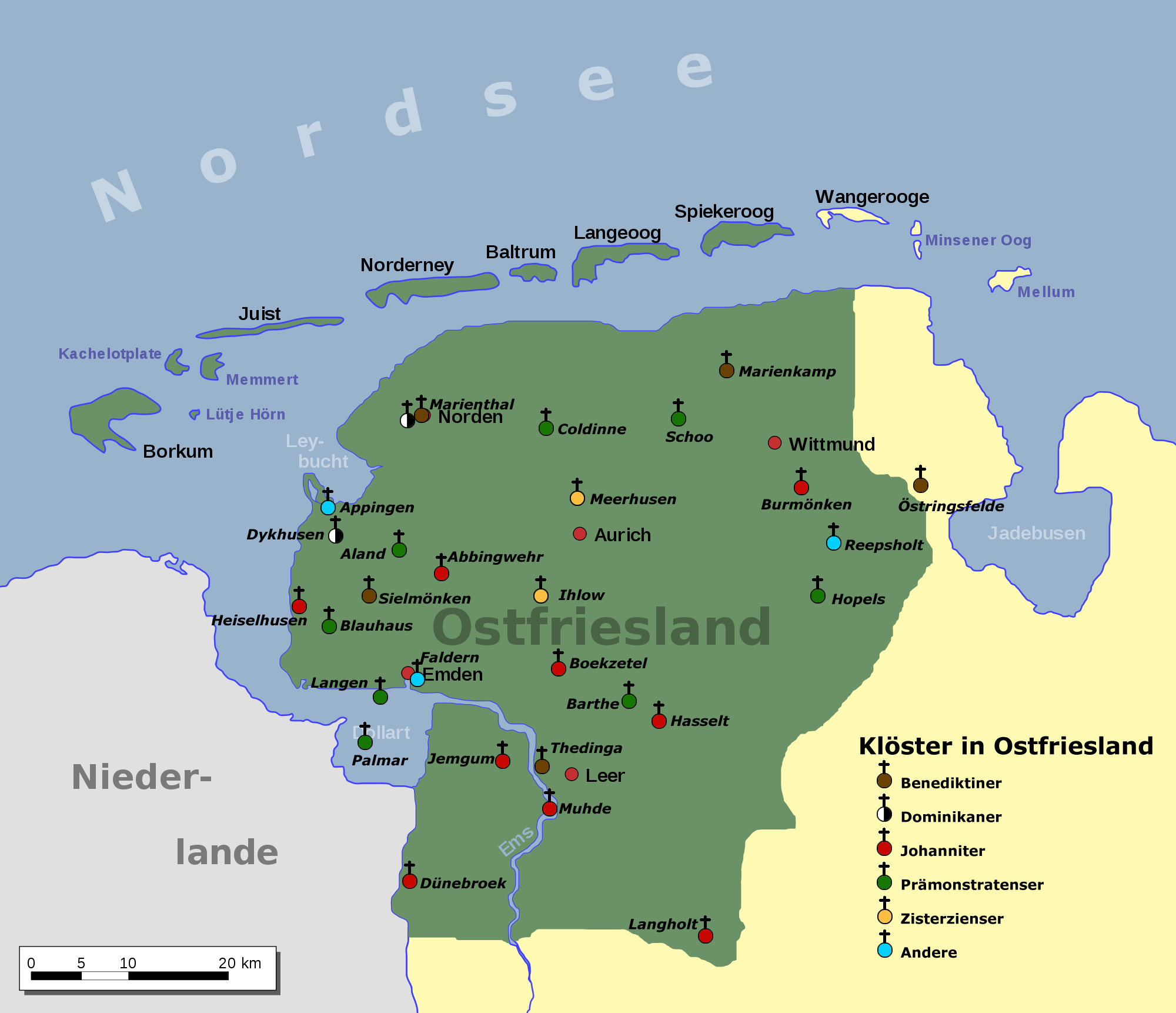
Lage der Kommende Burmönken

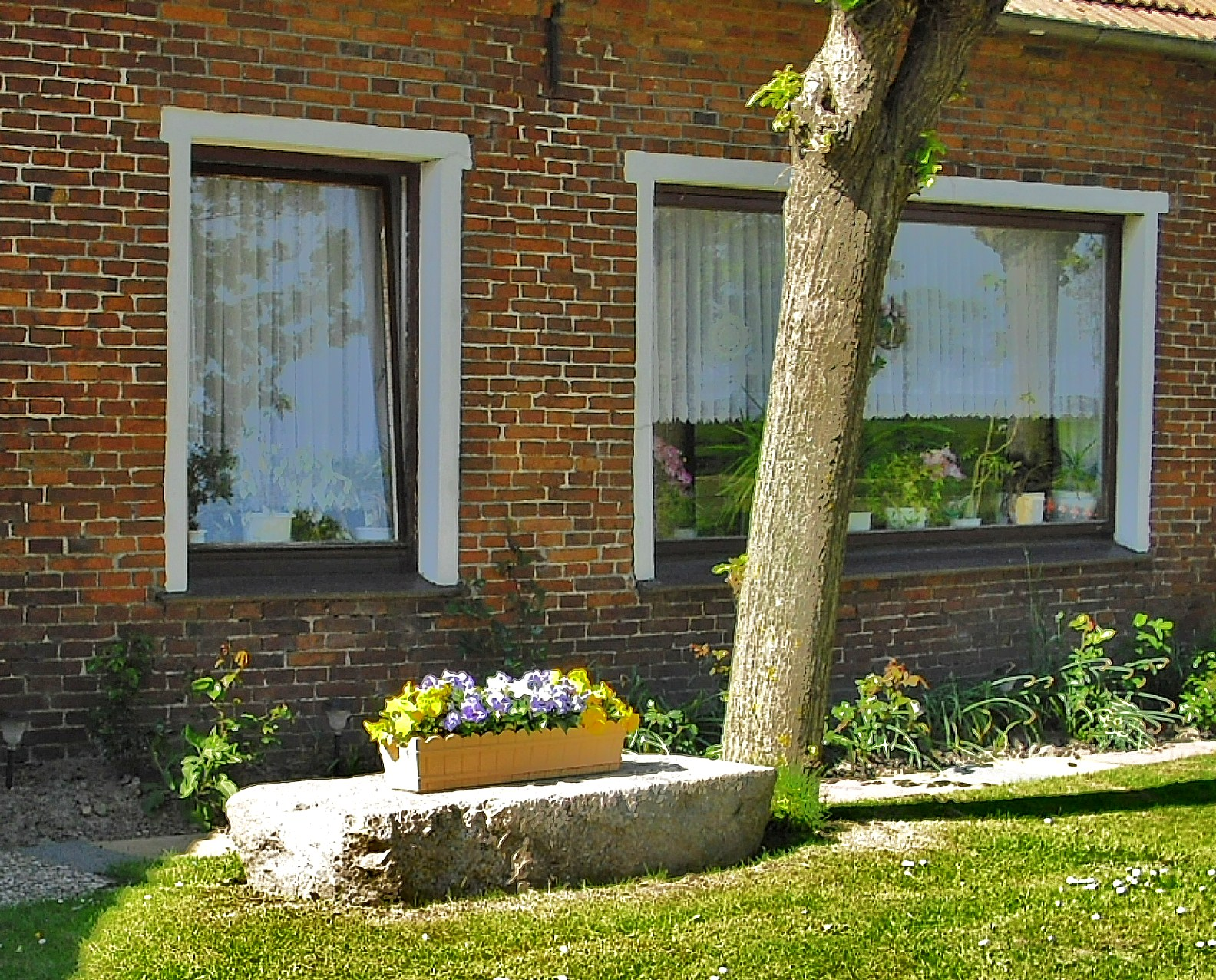
Granitquader der ehemaligen Kirche der Kommende als Vorgartenschmuck eines Burmönker Bauernhauses

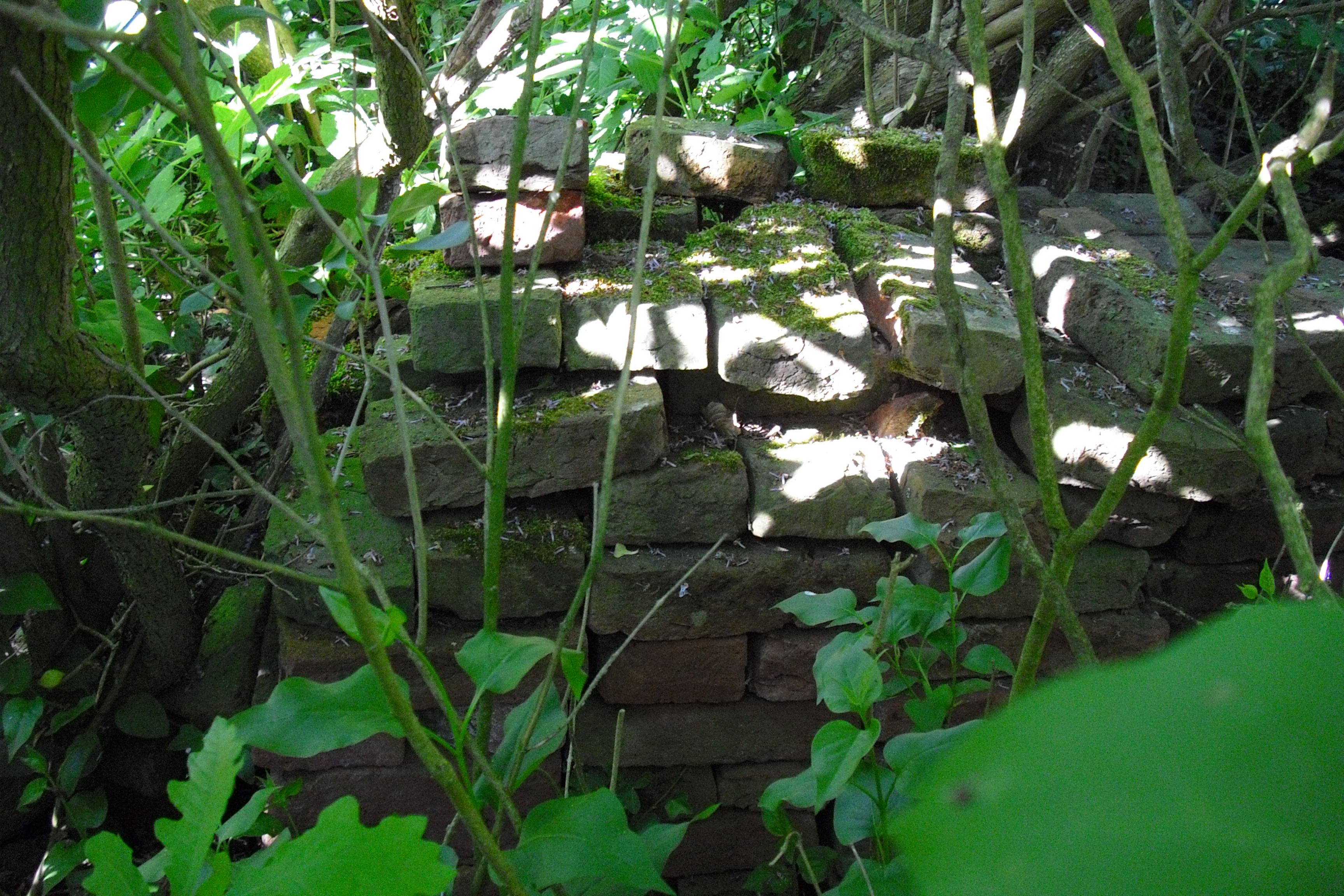
Überwucherte Klosterformatsteine des ehemaligen Klosters Burmönken (bei Schachtarbeiten entdeckt)

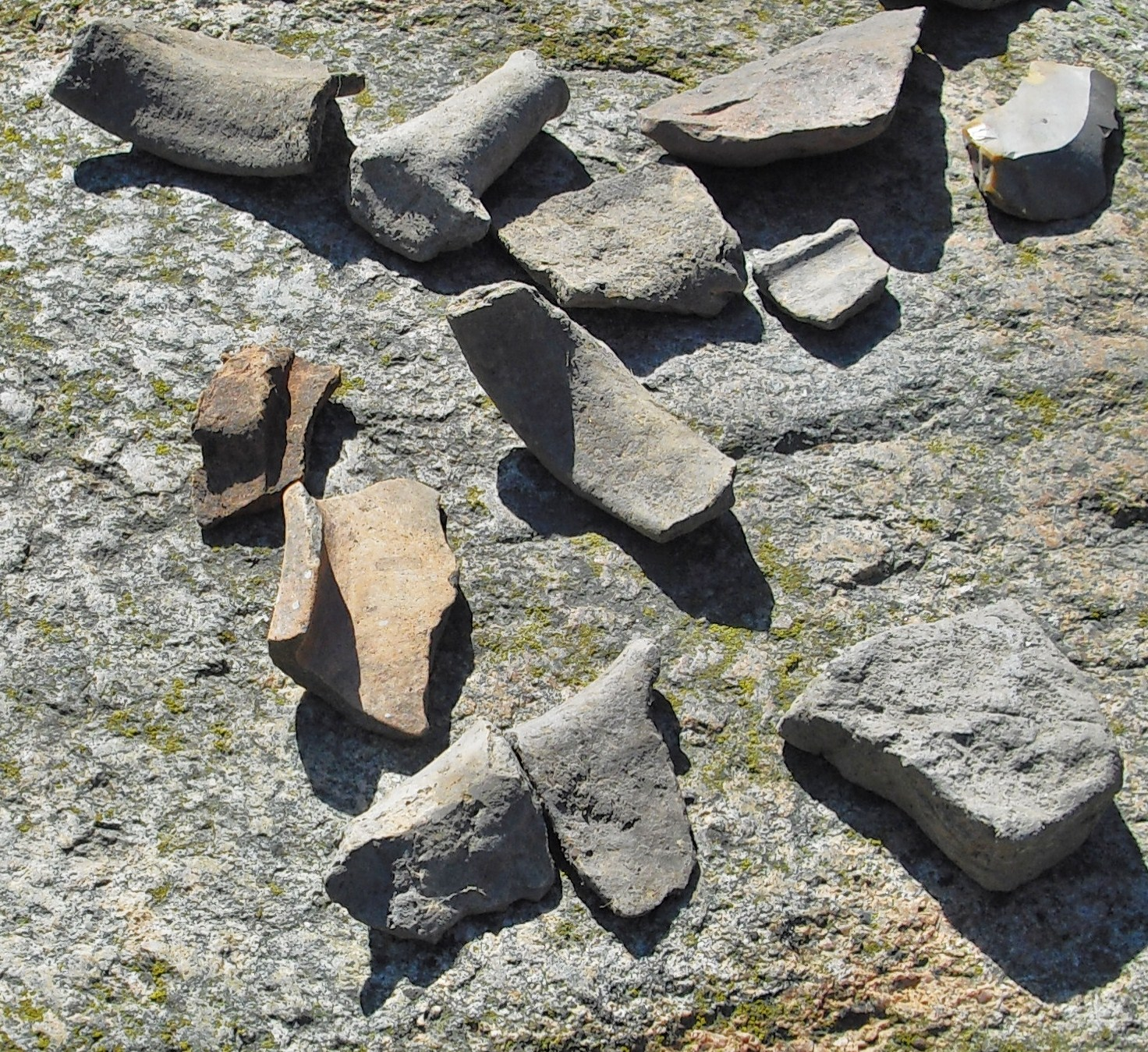
Scherbenfunde auf dem Gelände der ehemaligen Kommende

Die erste urkundliche Erwähnung der Kommende Burmönken stammt aus dem Jahr 1319. Sie findet sich in der Urkunde zum sogenannten Groninger Vergleich am 8. September des Jahres, einem Vergleich zwischen dem Johanniter-Kapitel in Burgsteinfurt und den friesischen Komtureien, wo Burmönken allerdings noch als Bure bezeichnet wird. Dieser Name geht wahrscheinlich auf eine Siedlung zurück, die bereits vor Gründung der Kommende bestand und südlich der heutigen Ortschaft Burmönken auf einem größeren Geesthügel gelegen war.
Die Anfänge der Kommende liegen im Dunkeln. Wahrscheinlich gründeten die Johanniter die Niederlassung um die Wende des 12. zum 13. Jahrhundert. Sie war die einzige Niederlassung der Johanniter im ostfriesischen Jurisdiktionsbereich des Erzbistums Bremen. Die einsame Lage dieses Johanniter-Hauses lässt darauf schließen, dass Burmönken keine geplante Gründung der Johanniter war, sondern eine Schenkung den Anstoß gab.
Die Ordenskirche war aus behauenen Granitquadern errichtet. Ähnliche mittelalterliche Sakralgebäude befinden sich heute noch in den Dörfern der Umgebung und lassen für das Gebäude auf eine Bauzeit vor 1250 schließen. Vermutlich war es zuvor die Kirche der Siedlung Bure und diente anschließend der Kommende als Gotteshaus. Zudem besaß die Kommende noch die Patronatsrechte über die  Ardorfer Kirche. Über die Geschichte der Kommende ist wenig bekannt, da das Archiv des Konvents vollständig verloren ging. Während der Sächsische Fehde fiel die Niederlassung 1514 der Brandschatzung durch die Schwarze Garde (zwarte hoops) zum Opfer. Der friesische Historiker Ubbo Emmius (1547–1625) berichtet über diese Zerstörung:

„Rerum Frisicarum historiae […] Inzwischen war die Schwarze Garde zusammen mit Hugo von Leisnig am 14. Februar [1514] vom oldenburgischen Gebiet zum Jeverland übergesetzt. […] Kurz darauf hörte er [Graf Edzard I.], dass die Söldner von Jever aus in die Gebiete von Gödens und Knipens eingefallen seien und dort mit Brandstiftung und Plünderung gewütet hätten. Darauf seien sie mit einer größeren Zahl in das Auricherland eingedrungen. Das Kloster Burmönken, Tjüchen, Leerhafe, Rispel und alles, was in der Nachbarschaft dieser Orte liegt, hätten sie mit Feuer verwüstet.“

Hero Ohmken entzog der Kommende nach der Reformation schließlich 1540 ihre wirtschaftliche Basis, als er ihre Einkünfte beschlagnahmte.
In der Folgezeit sind die zerstörten Gebäude der Kommende als Steinbruch benutzt worden. Die Kirche wurde wohl 1558 niedergerissen. Die Kirchenwarf ist im 19. Jahrhundert abgetragen worden. Reste von Klosterformatsteinen finden sich heute noch in den Mauern oder vor den Eingängen einiger Burmönker Bauernhöfe.
Nach der Einführung der Reformation in Ostfriesland wurden die Besitzungen der Johanniter in und um Burmönken säkularisiert.

## Besitzungen und Rechte
Burmönken besaß die Patronatsrechte über die Ardorfer Kirche. In Tjüchen (auch Tjüchermönken genannt) befand sich ein Vorwerk, deren Existenz urkundlich bereits für 1319 nachgewiesen werden kann. Ursprünglich handelt es sich bei diesem Vorwerk wohl um ein eigenständiges Kloster. Andere Besitzungen befanden sich in Isums, Ardorf, innerhalb des Kirchspiels Leerhafe sowie rund um die Ortschaft Kloster (heute Kloster Amerika in der Ortschaft Hovel, Stadt Wittmund). Weitere Besitztümer und Rechte waren der Burmönker Kommende durch Erbschaften aus Burhafe und durch das Testament des Häuptlings Siebo von Dornum zugefallen.

## Bedeutung
Dass die Klosterneugründung alsbald an Bedeutung gewann, lässt sich an einer Reihe von Fakten festmachen. So wird zum Beispiel in einem Brief des Johanniter-Großmeisters von Rhodos das Kloster Burmönken neben den Ordenshäusern in Jemgum, Abbingwehr und Muhde als Mitgliedseinrichtung der Kommende Steinfurt erwähnt. Dass die Kommenden Dünebroek, Langholt und Hasselt in diesem Schreiben nicht erwähnt werden, legt den Schluss nahe, dass auf Rhodos nur die wichtigsten ostfriesischen Besitzungen der Johanniter bekannt waren, zu denen Burmönken offensichtlich gehörte. Auch was die Wirtschaftskraft und das jährliche Einkommen anging, nahm das Kloster an der Grenze zum Jeverland ebenfalls eine Spitzenposition unter den ostfriesischen Kommenden ein. Die jährlichen Abgaben, die Burmönken nach Steinfurt zu entrichten hatte, lagen sogar höher als die Responszahlungen des ebenfalls bedeutenden Johanniterklosters in Jemgum. Noch im Jahr 1540 benannte die Kommende Steinfurt das Jahreseinkommen der klösterlichen Besitzungen in Burmönken mit 350 Gulden und beantragte mit dem Hinweis auf diese Summe eine Entschädigung für die Verluste, die durch die Säkularisation entstanden waren.
Auch als Tagungsort für Landfriedensverhandlungen im östlichen Ostfriesland und im angrenzenden Jeverland hatte Burmönken Bedeutung. So verhandelten im Jahre 1496 hier Graf Edzard I. und Edo Wiemken um Kniphausen. Die Burmönker Komture, deren Namen meist auf friesische Abstammung hinweisen, waren in einer Reihe von rechtlichen und politischen Auseinandersetzungen gefragte Mediatoren, Gesandte und Unterhändler.

## Archäologie
Der Heimatverein Burmönken bat die Ostfriesische Landschaft im Jahre 1985 anlässlich der 666-Jahr-Feier des Dorfes, eine kleine archäologische Untersuchung auf der Klosterwüstung durchzuführen. Mittels Bohrungen wurde dabei festgestellt, dass auf dem Gelände künstlich 40 bis 80 Zentimeter Erde aufgetragen worden waren. In einigen Bereichen war diese mit Ziegelkrümeln durchsetzt und an einer Stelle lagen sogar drei Estriche übereinander, die auf eine Bebauung des Gebietes im Mittelalter hinweisen. Weitere Befunde, die auf Steinbauten hinwiesen, fanden sich hingegen nicht, so dass auf eine Grabung verzichtet wurde.